# Johann Putzer von Reibegg
Johann Florian Putzer von Reibegg (auch: Edler, Ritter; geboren 16. Oktober 1801 in St. Pauls, Habsburgermonarchie; gestorben 23. September 1892 in Bozen Österreich-Ungarn) war ein österreichischer Industrieller und Politiker.

## Leben
Johann Putzer war ein Sohn des Florian Putzer (1741–1833), Leiter des Bozner Handelshauses Jakob A. Holzhammer, der 1832 als Putzer Edler von Reibegg geadelt wurde. 1822 hatte der Sohn die Geschäftsleitung übernommen. Putzer förderte den Transithandel über die Alpen und im Trentino die Seidenindustrie. 1839 erhielt er die Konzession zum Bau der ersten italienischen Eisenbahn von Mailand nach Monza im österreichischen Königreich Lombardo-Venetien. 1840 gründete er mit István Széchenyi die Pester Walzmühlengesellschaft im Königreich Ungarn. Er beteiligte sich am Bau einer Dampfmühle im Veneto und an einer Zuckerraffinerie in Treviso. Er erwarb 1852 das Eisenwerk in Štore und vereinigte es unternehmerisch mit dem Braunkohlenbergwerk Barbara-Stollen bei Laško in der Untersteiermark. 1872 gehörte er in Südtirol mit Carl von Schwarz zu den Konzessionären der Bahnstrecke Bozen–Meran. 
1848 war er Delegierter im verstärkten Tiroler Landtag in Innsbruck und trat für religiöse Toleranz ein. Mit den Eppaner Schützen war er 1848 in Vermiglio am Tonalepass auf Vorposten. Als Kommandant der Bozner Nationalgarde verhinderte er ein Judenpogrom. 1861 wurde er von der Brixner Handelskammer in den Landtag von Tirol entsandt, dieser wiederum delegierte ihn in den Reichsrat, in welchem er der liberalen Fraktion der Unionisten angehörte. Außer Vizepräsident der Bozner Handelskammer war Putzer von Reibegg auch Bayerischer Konsul in Bozen und wurde nach der Deutschen Reichsgründung zum 1. September 1871 Konsul des Deutschen Reiches.

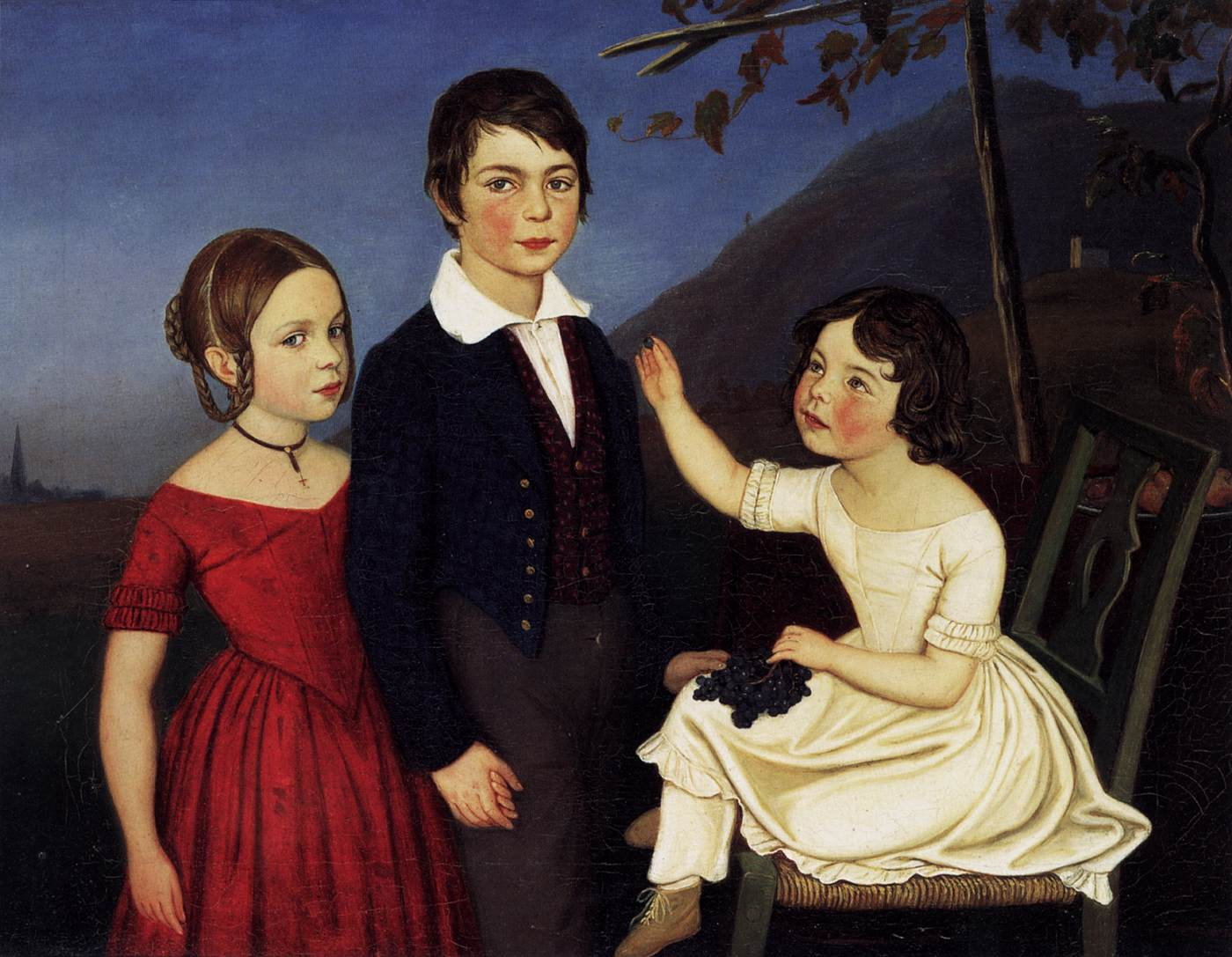
Drei der zwanzig Kinder: Stammhalter Paul, Maria und Filomena (Bild von Friedrich Wasmann, 1840)

Putzer von Reibegg war verheiratet mit Amalia von Ingram (1803–1841), mit der er elf Kinder hatte. Ihre Tochter Amalie heiratete Karl von Unterrichter, den Sohn des Politikers Franz von Unterrichter. In zweiter Ehe heiratete Putzer Clara von Kübeck (* 1819), und sie hatten neun weitere Kinder. Ein Enkelkind war der Jurist Paul Vittorelli.

## Auszeichnungen
Putzer Edler von Reibegg erhielt den Orden der Eisernen Krone III. Klasse und wurde damit in den erblichen Ritterstand erhoben.